# آدم غران
آدم غران (بالسويدية: Adam Grahn)‏ هو مغن مؤلف سويدي، ولد في 4 نوفمبر 1984 في كارلسكرونا في السويد.

## وصلات خارجية
- آدم غران على موقع IMDb (الإنجليزية)
- آدم غران على موقع ميوزك برينز (الإنجليزية)